# Oorlogsmonument Hengevelde

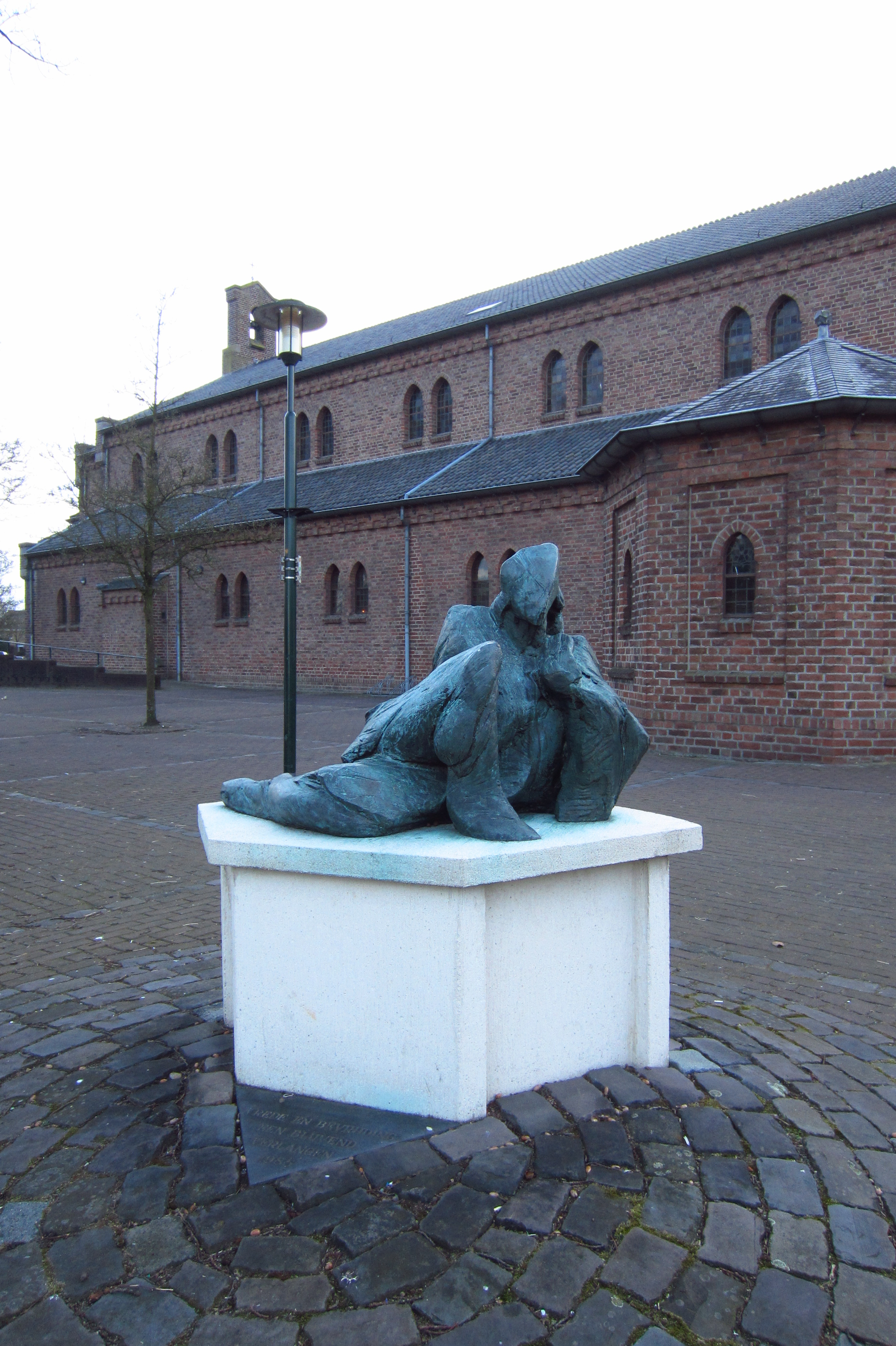

Het oorlogsmonument in Hengevelde is een vredesbeeld op het plein bij de kerk in het centrum van het dorp. Het betreft een bronzen beeld, in 1985 door Bert Nijenhuis vervaardigd, van een rustende figuur op een wit voetstuk. Aan de voorzijde van het voetstuk, dat aan de achterzijde rond loopt, vermeldt een driehoekige bodemplaat van natuursteen het oprichtingsjaar en in kapitalen het thema: Vrede en bevrijding een blijvend verlangen. Naast het beeld staat een vlaggenstok.
In 1995 werd voor het monument een ronde metalen gedenkplaat in de bestrating aangebracht, met om de jaartallen "1945 – 1995" het opschrift Wie dood en geweld gedenkt wil vrijheid en vrede bewaren.

## Afbeeldingen

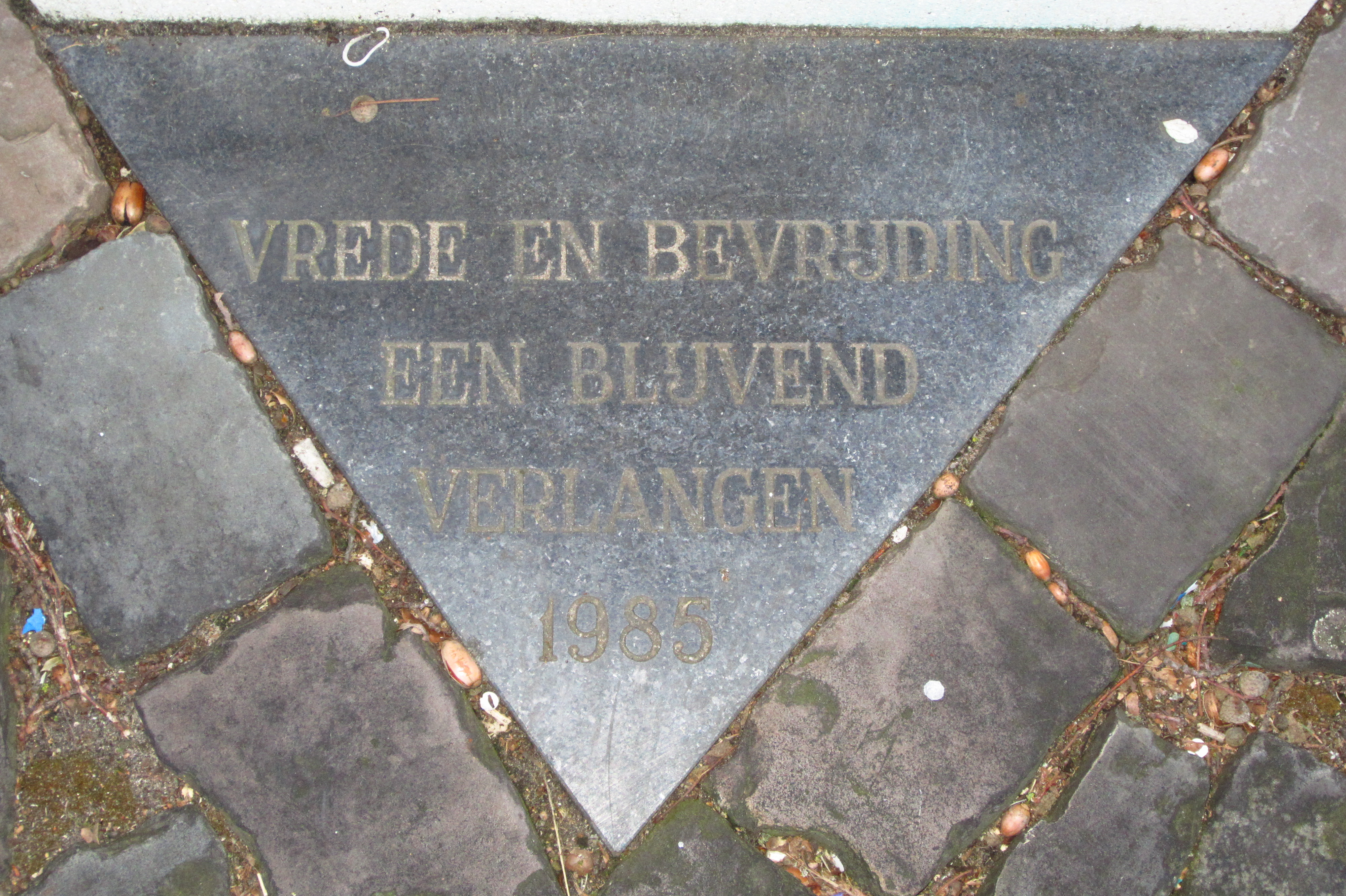
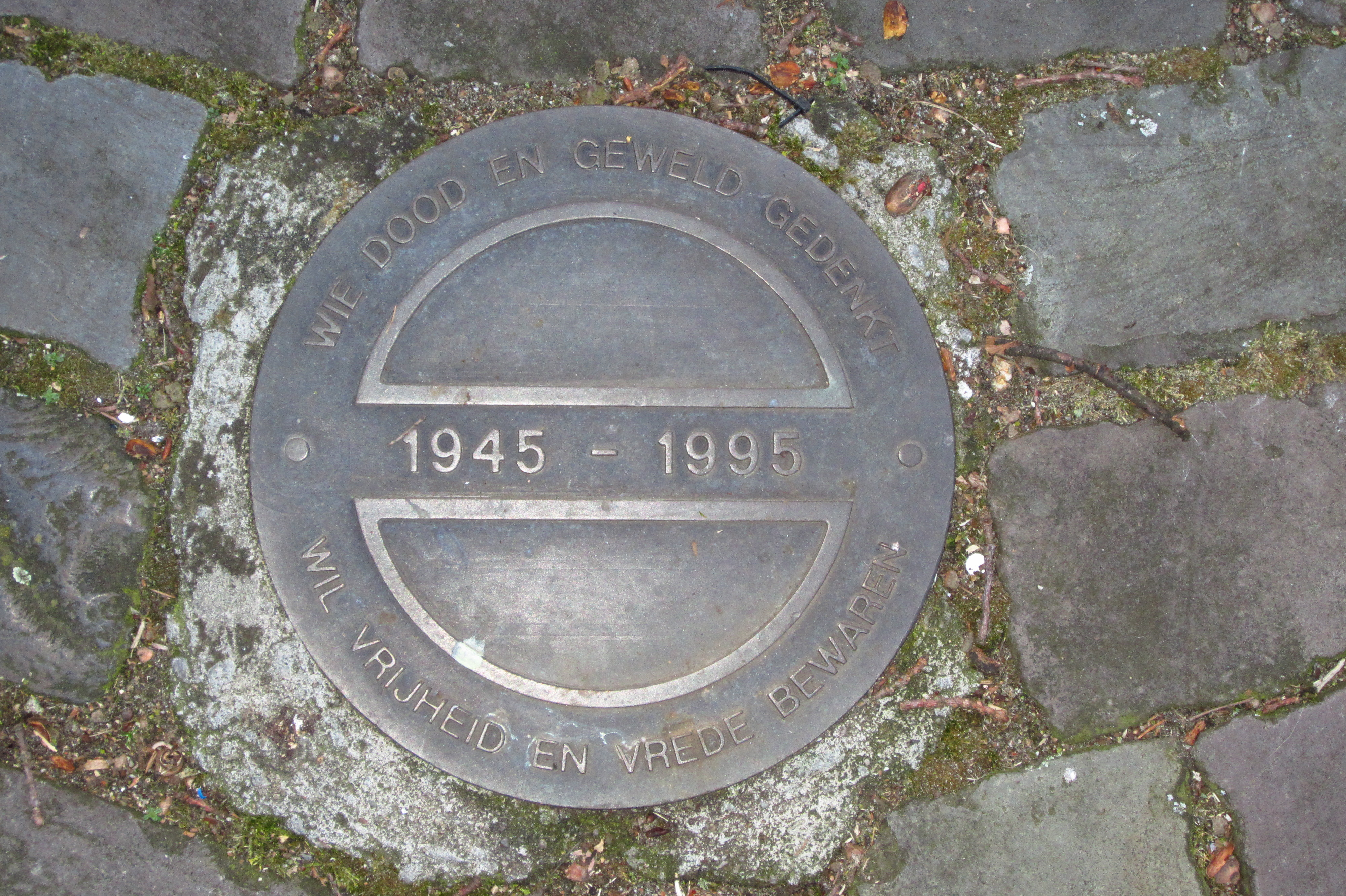